# Dunnamanagh
Dunnamanagh är en ort i Storbritannien.   Den ligger i riksdelen Nordirland, i den västra delen av landet, 600 km nordväst om huvudstaden London. Dunnamanagh ligger 116 meter över havet och antalet invånare är 593.
Terrängen runt Dunnamanagh är kuperad söderut, men norrut är den platt. Runt Dunnamanagh är det ganska glesbefolkat, med 22 invånare per kvadratkilometer.  Trakten runt Dunnamanagh består i huvudsak av gräsmarker.